# Trierarchus
Genre
Trierarchus est  un genre de crabes de la famille des Portunidae.

## Liste des espèces
- Trierarchus acanthophallus (Chen & Yang, 2008)
- Trierarchus cooperi (Borradaile, 1902)
- Trierarchus corrugatus (Stephenson & Rees, 1961)
- Trierarchus crosnieri (Vannini, 1983)
- Trierarchus demani (Nobili, 1905)
- Trierarchus hanseni (Alcock, 1899)
- Trierarchus procorrugatus (Dai, Yang, Song & Chen, 1986)
- Trierarchus quadridentata (Dai, Cai & Yang, 1996)
- Trierarchus rotundifrons (A. Milne-Edwards, 1869)
- Trierarchus sankarankuttyi (Crosnier & Thomassin, 1974)
- Trierarchus squamosus (Stephenson & Hudson, 1957)
- Trierarchus taprobanicus (Alcock, 1899)
- Trierarchus woodmasoni (Alcock, 1899)

## Publication originale
- (en) Nathaniel Evans, « Molecular phylogenetics of swimming crabs (Portunoidea Rafinesque, 1815) supports a revised family-level classification and suggests a single derived origin of symbiotic taxa », PeerJ, PeerJ Publishing (d), vol. 6,‎ 23 janvier 2018, e4260 (ISSN 2167-8359, OCLC 793828439, PMID 29379685, PMCID 5786103, DOI 10.7717/PEERJ.4260).